# パワーズコート
パワーズコート邸（アイルランド語: Eastát Chúirt an Phaoraigh, 英語: Powerscourt Estate）は、アイルランドのウィックロー県エニスケリー郊外にある旧パワーズコート子爵の屋敷と庭園を指し、日本語では単にパワーズコートと記載されることが多い。庭園の景観で知られ、現在の敷地面積は 19 ha (47 a) である。13世紀建造の城を18世紀に入ってドイツの建築家リヒャルト・カッセルスが大きく改築し工期は1731年から1741年まで費やした。1974年に火事を出して外構以外は失われ、1996年に再建。ホテルに客室を提供してきた。

## 概要
パワーズコートの主人がフェリム・オトゥール（Phelim O'Toole Phelim O'Toole 1603年没）であったころ、長年にわたり当地に強い思い入れを寄せてきたウィンフィールド家はオトゥールに反乱のぬれぎぬを着せ、屋敷と土地を手に入れようとした。1603年5月14日に確執は最高潮に達し、パワーズコートの当主の座はすでに男系の孫で嗣子のターロック（Turlough 1616年没）が継承していたにもかかわらず、ウィンフィールド派はオトゥール祖父をおびきだすとパワーズコートに近い通称「キリングホロウ」（謀殺のくぼ地）で殺害した。
イングランド王ジェームズ1世（1625年没）は同年10月27日、リチャード・ウィンフィールドに騎士の爵位を授け、恩給を召し上げる代わりに、パワーズコート邸を向こう21年にわたり賃料6アイルランド・ポンドで貸し与えた。オトゥール旧領の没収の根拠は、ブライアン・オニール（1549年没）と連座した3代前のオトゥールの反逆行為とされたが、そもそもオブライエンを合わせた3名の行動を没収の引き合いにするのは奇妙である。少なくとも1549年4月23日にキネラティ卿（Lord of Kinelarty、オトゥール祖父の父）は恩赦にあずかり反逆罪は成立していない上、没収されたはずのオトゥール家の地所はクロムウェル男爵領ともども、王家に献納済みでもあった。
このような由来で歴代のパワーズコート子爵家が本拠とした家屋敷は、1961年にスポーツ用品事業の創業者スラセンジャー家の手にわたる。現在は人気の観光名所として同名のゴルフクラブやアヴォカ社 (Avoca Handweavers) の運営する来場者向けレストランがあり、200近い部屋はホテルチェーンに客室として委託している。このカントリー・ハウスと対照する子爵家のタウンハウスは、ダブリンのパワーズコート館である。

## 歴史

### 13世紀の居城
13世紀の城の主人はアングロ・ノルマン系の貴族ラ・ポール男爵（La Poer）といい、家名はのちにイングランド風にパワー（Power）に改めた。城はダーグル川とグレンクリー川、グレンカレン川から通じる道を抑える位置に置かれ、戦略上も軍事上も要衝にあった。
3階建ての城館は部屋数が少なくとも68室、玄関ホールは奥行き18mで幅は12mあり、かつては家宝の展示室であった。主応接室は1階ではなく当時の慣習にならって2階に置かれた。全長1.6kmのブナの並木道が家の正面に通じている。

### 18世紀の邸宅

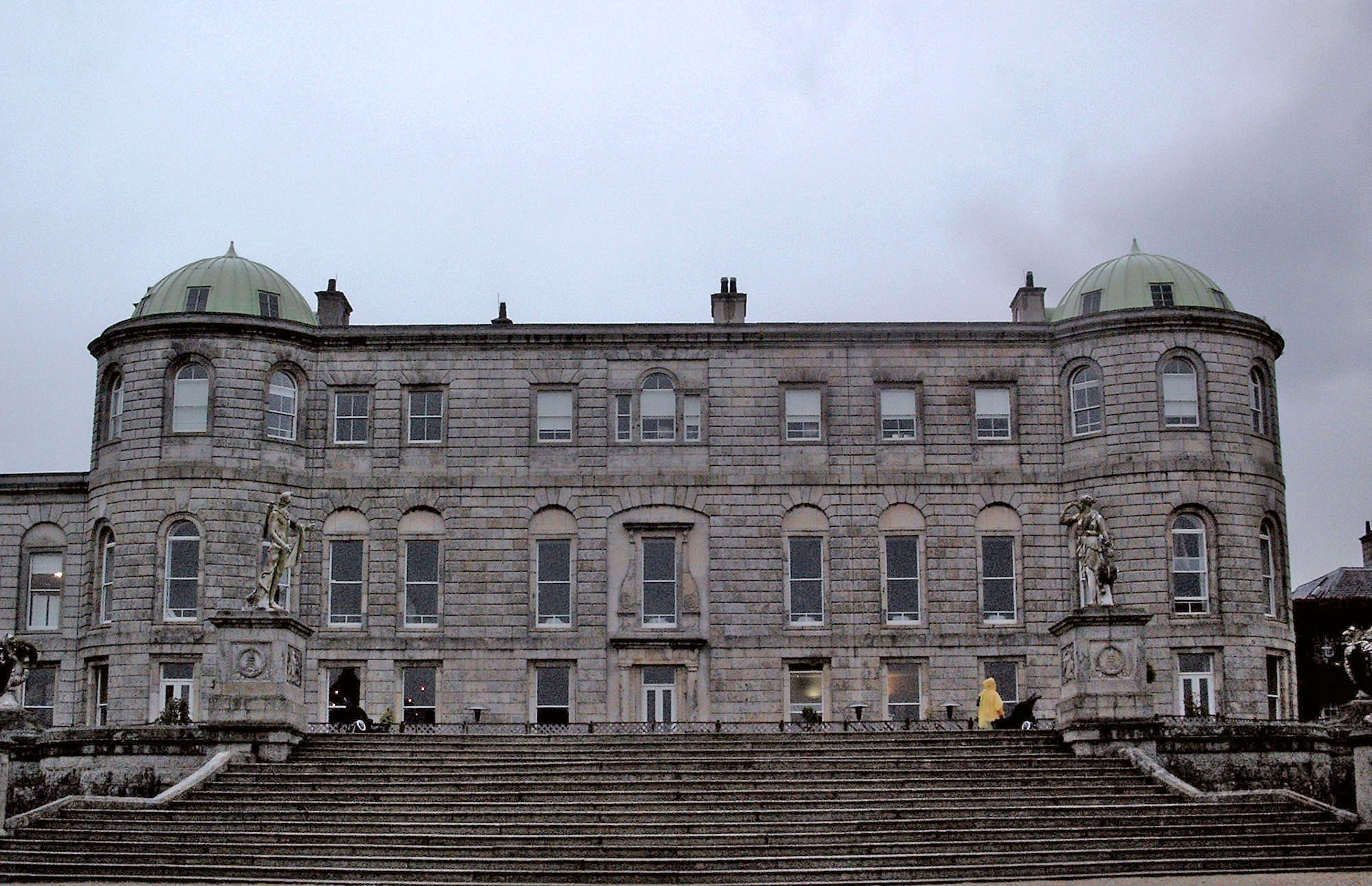
邸の外観（テラス側）

テラスと噴水（1820年代）

邸宅は16世紀にパワーズコート家の所領となり、やがて家門は繁栄し18世紀に初代パワーズコート子爵リチャードは建築家リヒャルト・カッセルスを雇うと、中世の城に大幅に手を加えカントリー・ハウスにふさわしい改築をほどこすように命じる。
見晴らしの良い丘の頂上を建設地に選んだ建築家カッセルスは、それまで手がけた邸宅につきものだった陰鬱さを払拭した。パラディオ様式を厳格に踏襲し、ジョン・ヴァンブラなら「城らしい雰囲気」と呼ぶであろう趣きは、円形のドームをいただく塔を建物の両端に配した点にもっともよく表現された。

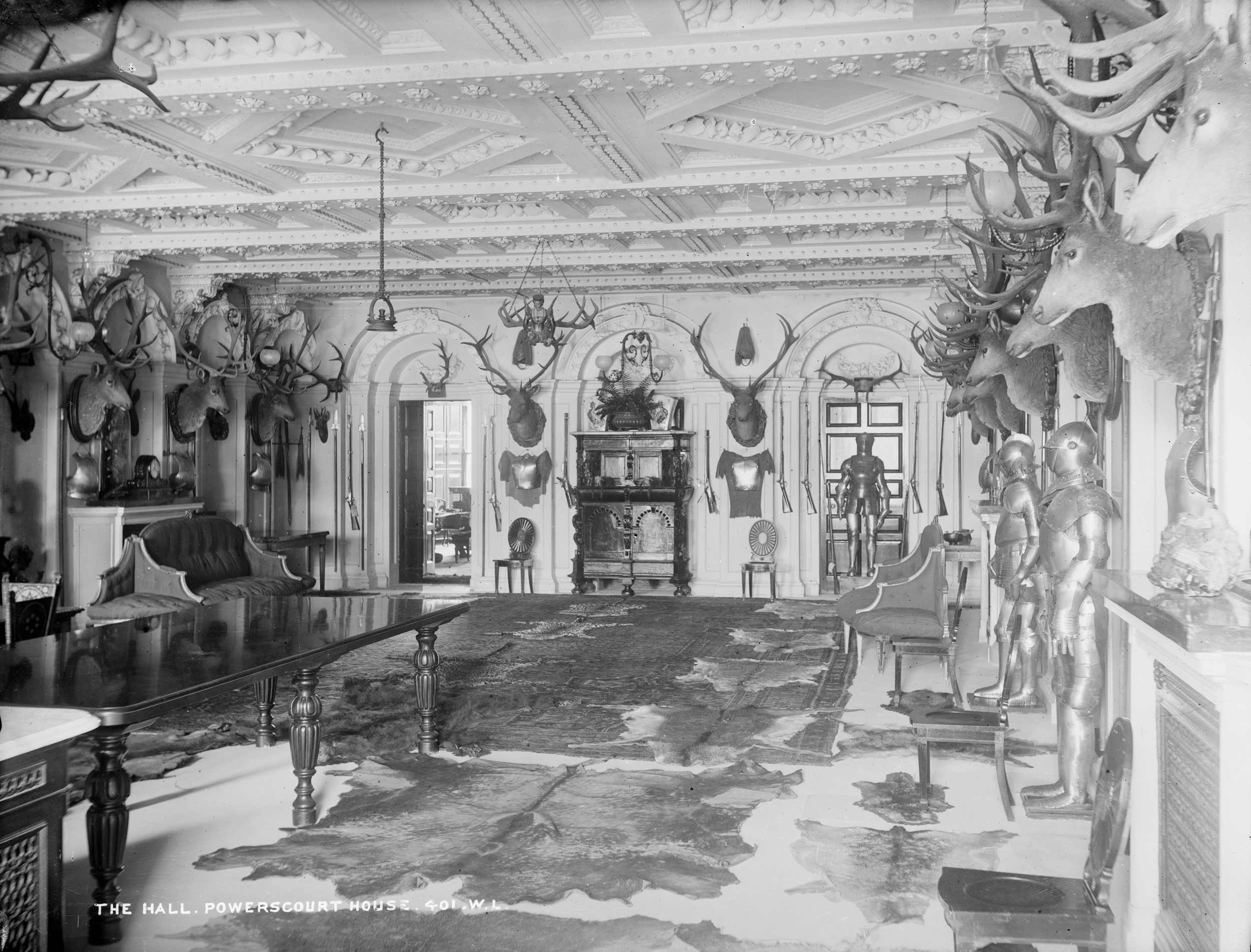
主応接室（1890年頃）

第5代パワーズコート子爵リチャード・ウィンフィールドは1821年8月、国王ジョージ4世の来臨を仰ぐ。1830年代にはキリスト教の聖書のいまだに実現しない予言をめぐる会議が何度か当所で開かれ、神学者ジョン・ダービや教役者エドワード・アーヴィングなどが出席した。一連の会議はパワーズコート子爵夫人テオドシアの後ろ盾を得て実現した。夫人の手紙や書類は2004年、パワーズコート予言会議の概要を添えて再版された。

### 19世紀の庭園

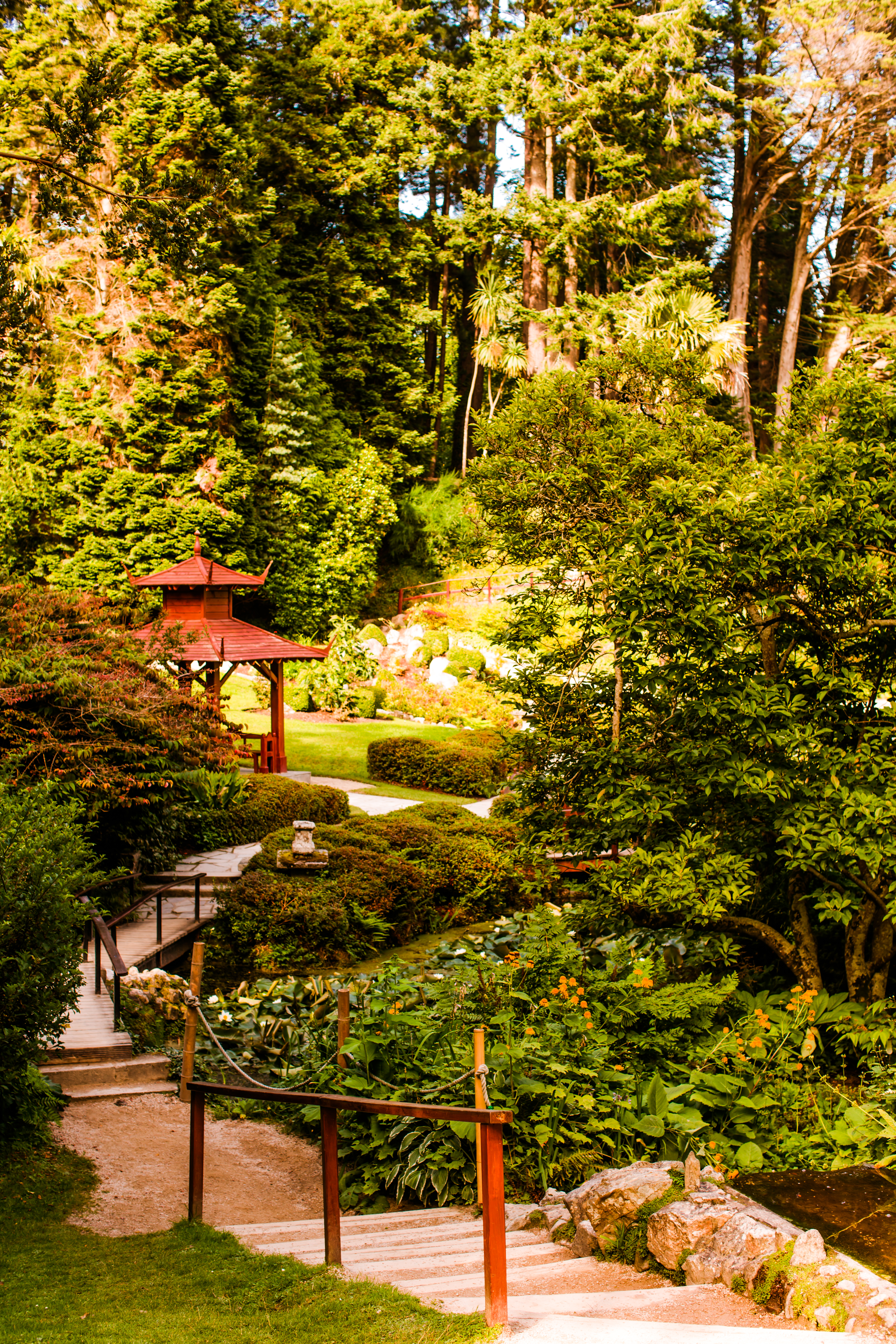
日本庭園をのぞむ

第7代子爵マーヴィンは1844年に8歳で爵位を相続すると、アイルランドの領地49,000エーカー (200 km2) の主人となる。21歳に達すると、こちらの邸宅の大がかりな改装に取りかかり、庭も新しく造園させた。
庭園の設計プランには、マーヴィンが訪れたベルサイユ宮殿の華麗な庭園やウィーンのシェーンブルン宮殿、ハイデルベルクのシュヴェツィンゲン宮殿で得たひらめきが下敷きとなった。工期は合わせて20年かかり、1880年に完成した。
庭園の見どころとして石塔を配したタワーバレー（塔の谷）、日本庭園、有翼の馬の彫像、トリトン湖、イルカ池、生垣に囲まれた庭園、バンベルク門、イタリア式庭園がある。ペパーポット塔の設計は、子爵夫人が大切にした高さ3インチ (7.6 cm) の胡椒入れに基づくと言い伝えられてきた。特筆すべきものとしてペット墓地があり、立ち並ぶ墓碑は「驚くほど思い入れたっぷり」と言われている。

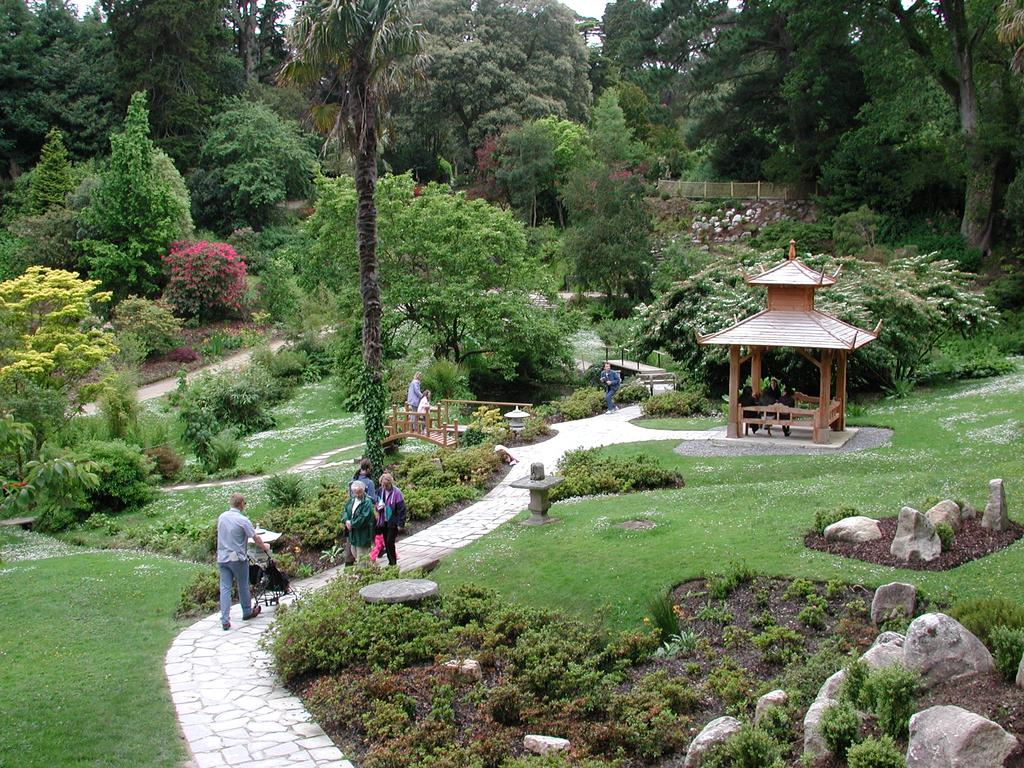
日本庭園と四阿（あずまや）
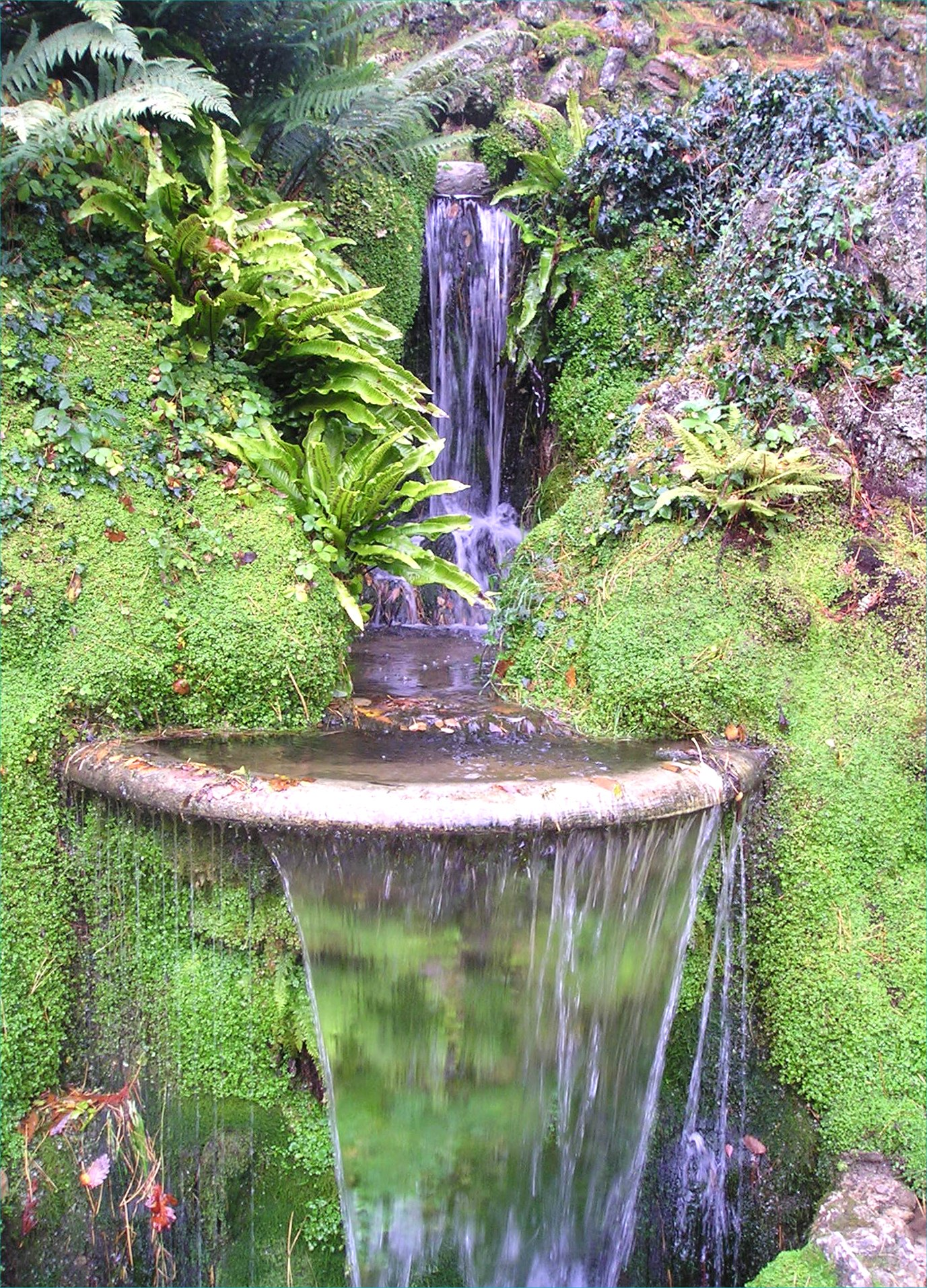
日本庭園の遣水（やりみず）[4]と水盤
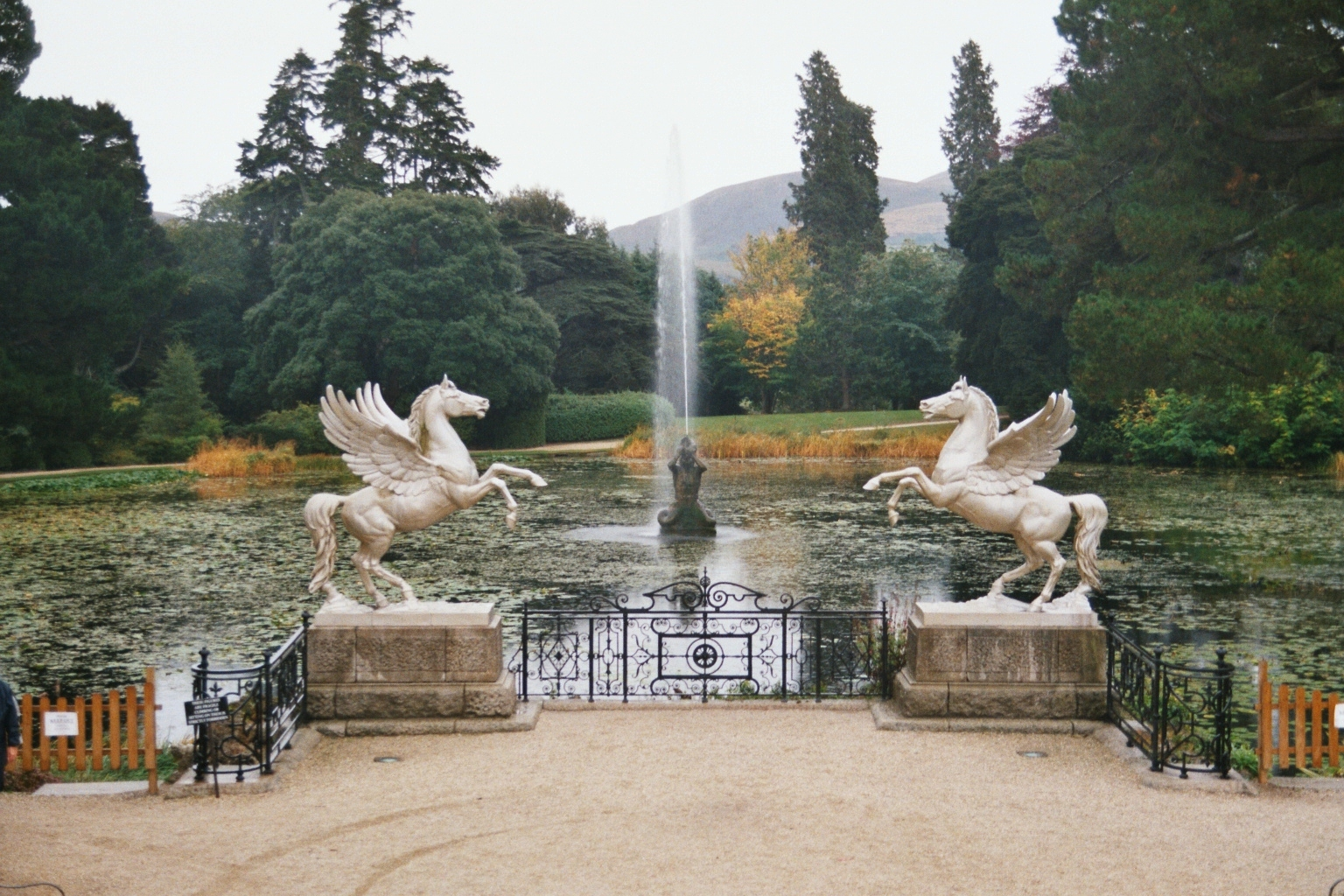
噴水と有翼の馬像
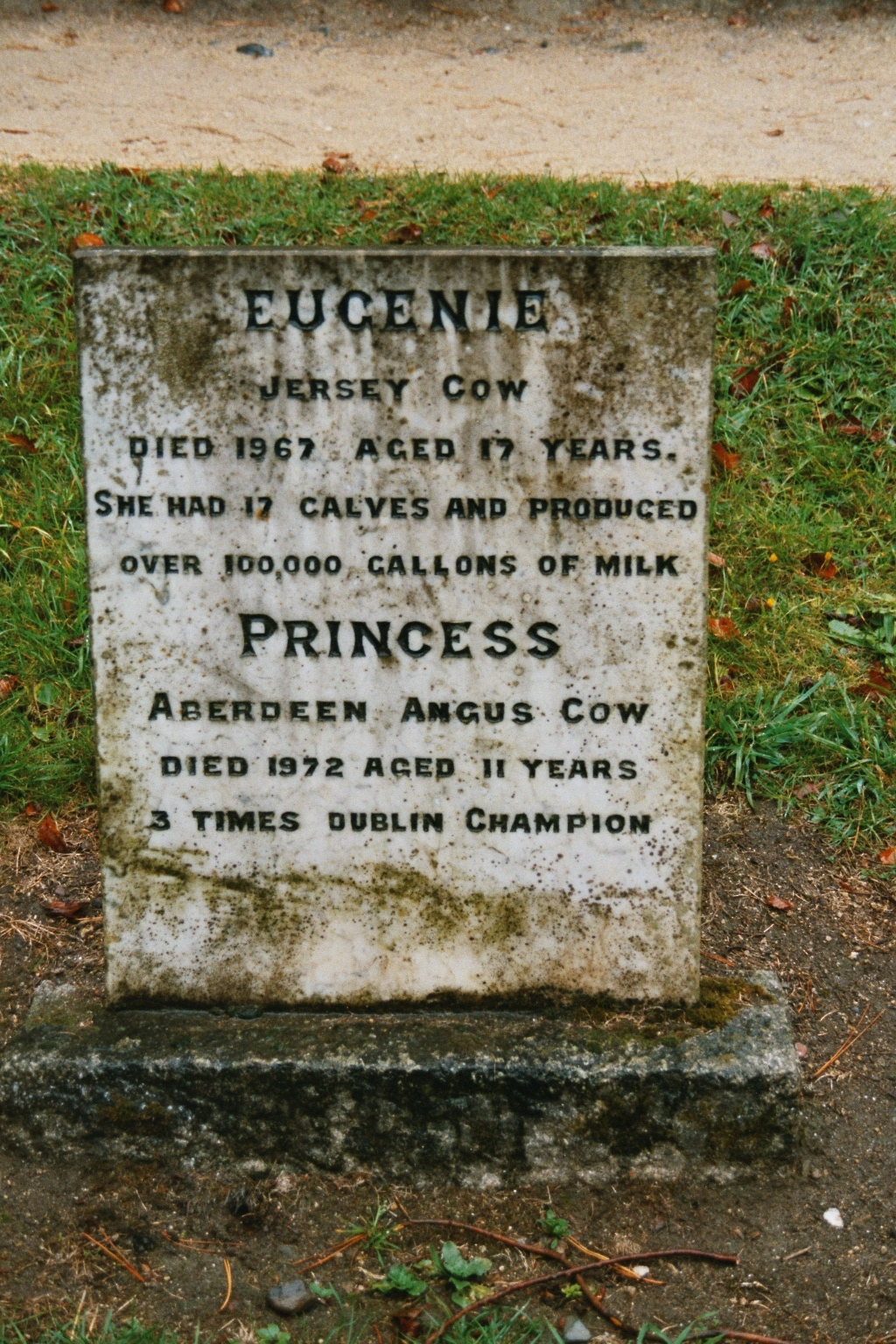
写真A 2頭の牝牛ユージニーとプリンセスに献げた墓碑銘がペット墓地に立つ。

### 20世紀の火災と改装

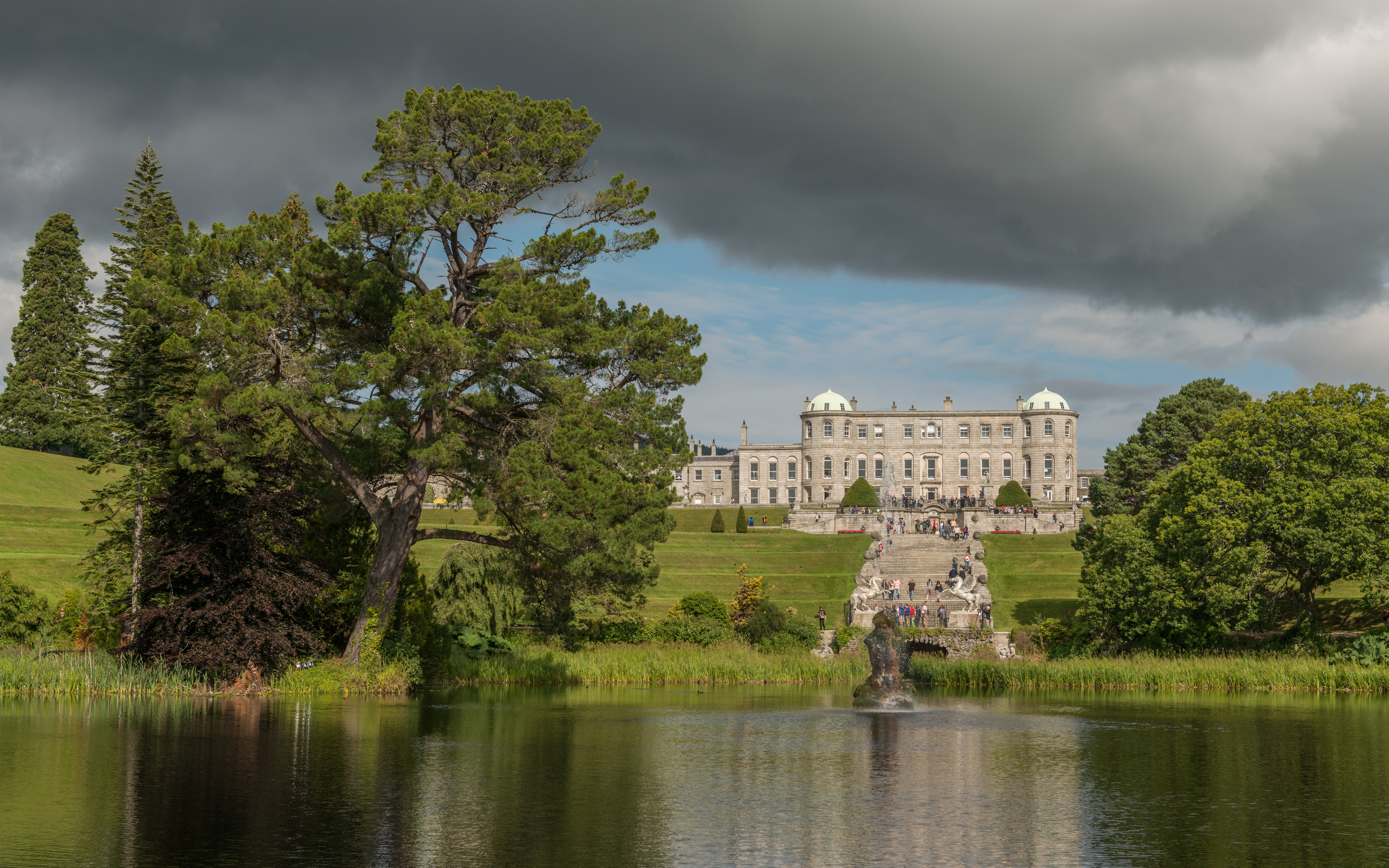
トリトン湖ごしに邸宅をのぞむ

スラセンジャー家は、第9代子爵マーヴィン（1905年-1973年）から地所を1961年に買い取る。翌1962年に娘ウェンディはウィンフィールド家のマーヴィン閣下（1935年-2015年）と結婚、1973年には夫君の襲爵により第10代パワーズコート子爵夫人となる。息女ジュリアの結婚で男爵と閨閥を結び、スラセンジャーの家門と邸宅は貴族社会との絆を強めていく。子息マーヴィン・アンソニー・ウィングフィールドは11代目の子爵位を継承（2015年-）。
邸宅は1974年11月4日の火事で焼失して外構が残り、1996年の再建により2部屋に限って焼失前の子爵時代の内装を復原すると、店舗とレストランとともに来場者を受け入れている。1、2階の残りの部屋はマリオット・インターナショナル系列にホテル業を委託し、パワーズコートホテル・リゾート&スパ（旧ザ・リッツ・カールトン）を置いている。2011年に旅行雑誌『ロンリープラネット』が選ぶ世界の豪邸トップ10に入った。また庭園は『ナショナルジオグラフィック』誌上で世界の名園第3位として2014年に紹介された。
レストラン
来園者向けの飲食サービスはアイルランドのアヴォカ社が受託している。

### 滑走路
スラセンジャー家は地所内に滑走路をかまえ、カナダ空軍のパイロット出身で空撮専門家のリン・ギャリソンに会社と飛行機、格納庫を当地に移すように勧めた。ギャリソンは歴史的な航空機のコレクターでもあり、かずかずの機種をアイルランドやイギリス制作の劇場映画に提供し『ブルーマックス』『暁の出撃』『ツェッペリン』『レッド・バロン』などで飛ばした。リークスリップ空港から移動させた複数の機体は、1973年から1981年までこちらで保管した。

## 21世紀

### タラ宮殿子ども博物館
この地所には世界最大級のドールハウスを収蔵するタラ宮殿子ども博物館（英: Tara's Palace Museum of Childhood）がある。2011年6月、ダブリン近郊 Malahide Castle から移されたもので、ドールハウスと家財道具のミニチュア、人形、各時代の昔のおもちゃを展示している。なかでも「タラ宮殿」と呼ばれるドールハウスはウィンザー城にあるメアリー王妃のドールハウス、あるいはアメリカならシカゴ科学産業博物館の収蔵品、または外装だけで30年かけたというニューヨーク郊外のナッソー郡立美術館がほこるアストラッドにまさるとも劣らないと言われる。

## 大衆文化

### 映画、テレビ
映画の現場として1969年に大泥棒と犯罪王の『Where's Jack? 』撮影にあてられた屋敷は、もっと著名なスタンリー・キューブリック監督『バリー・リンドン』にも舞台を提供し、1974年の焼失前の姿を映像にとどめている。屋敷を背景に置いた『Moll Flanders』（1996年）で主人公モル・フランダースが想いを寄せる〈芸術家〉は、当地に先祖代々暮らしたという）。またディケンズの小説『デイヴィッド・コパフィールド』の映画化は2000年に実施され、2002年版『モンテ・クリスト伯』でも撮影現場となる。
映画『The League of Gentlemen's Apocalypse』（2005年）は、イギリスのテレビドラマ『リーグ・オブ・ジェントルマン 奇人同盟!』の続編。こちらの庭で制作し、〈善良王ビリー〉ことウィリアム3世（バーナード・ヒル ）とイングランドの女王メアリー2世（Victoria Wood）が野外で対峙する様子を撮した。
アメリカのテレビ局AMCは未来社会を描く連続ドラマ『Into the Badlands』の第2クール（2017年）に敵役（かたきやく）のジュリエット・チョー男爵 Baron Chau（エレノア・マツウラ）を初登場させ、その居城を当地に設定した。

### 滝でロケ
飛地の滝を戦場に見立て、1981年版『エクスカリバー』でアーサー王とランスロットの戦闘シーンが展開する。
滝と邸の外でロケを行った作品には、アメリカのケーブルテレビ Hallmark Channel の取り下ろし映画『Honeymoon for One』がある。アイルランドの豪邸を訪れる主人公をニコレット・シェリダンが演じた。脚本は「キャッスルワイルド邸」の主人（姓はパワーズコート）と周辺住民がもめる原因をゴルフコースの建設としていて、ゴルフクラブのある当地と重なる。

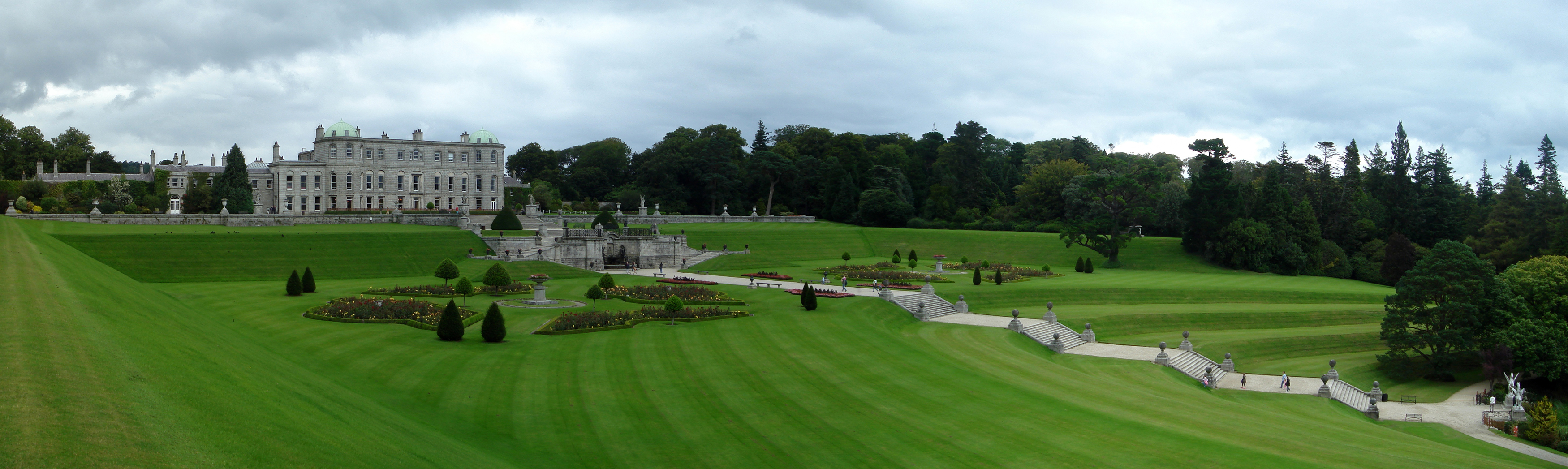
パワーズコート邸とイタリア式庭園の眺望

### 文学作品
文学作品を見ると、作家デイビッド・ディキンソンはこの屋敷を舞台にした推理小説シリーズに取り組む。ヴィクトリア朝の貴族探偵フランシス・パワーズコート卿 Lord Francis Powerscourt の出身は当地とされ、登場作は『Goodnight Sweet Prince』（仮題：おやすみ皇太子さま）『Death And The Jubilee)』（仮題：死と式典）『Death Called To The Bar』（仮題：法廷に呼ばれた死神）ほか全16作（2017年12月時点）。
小説『ジュラシック・パーク』は映画化権をフランチャイズし、短編映画『Battle at Big Rock』（2019年）は当地でカメラを回した。

### 音楽
当地の庭は2008年、アイルランドを代表する女性歌手グループ「ケルティック・ウーマン」がアルバム『ソングス・フロム・ザ・ハート』を録音し、DVD（2010年）とテレビ特番も収録した場所である。

## パワーズコートの滝

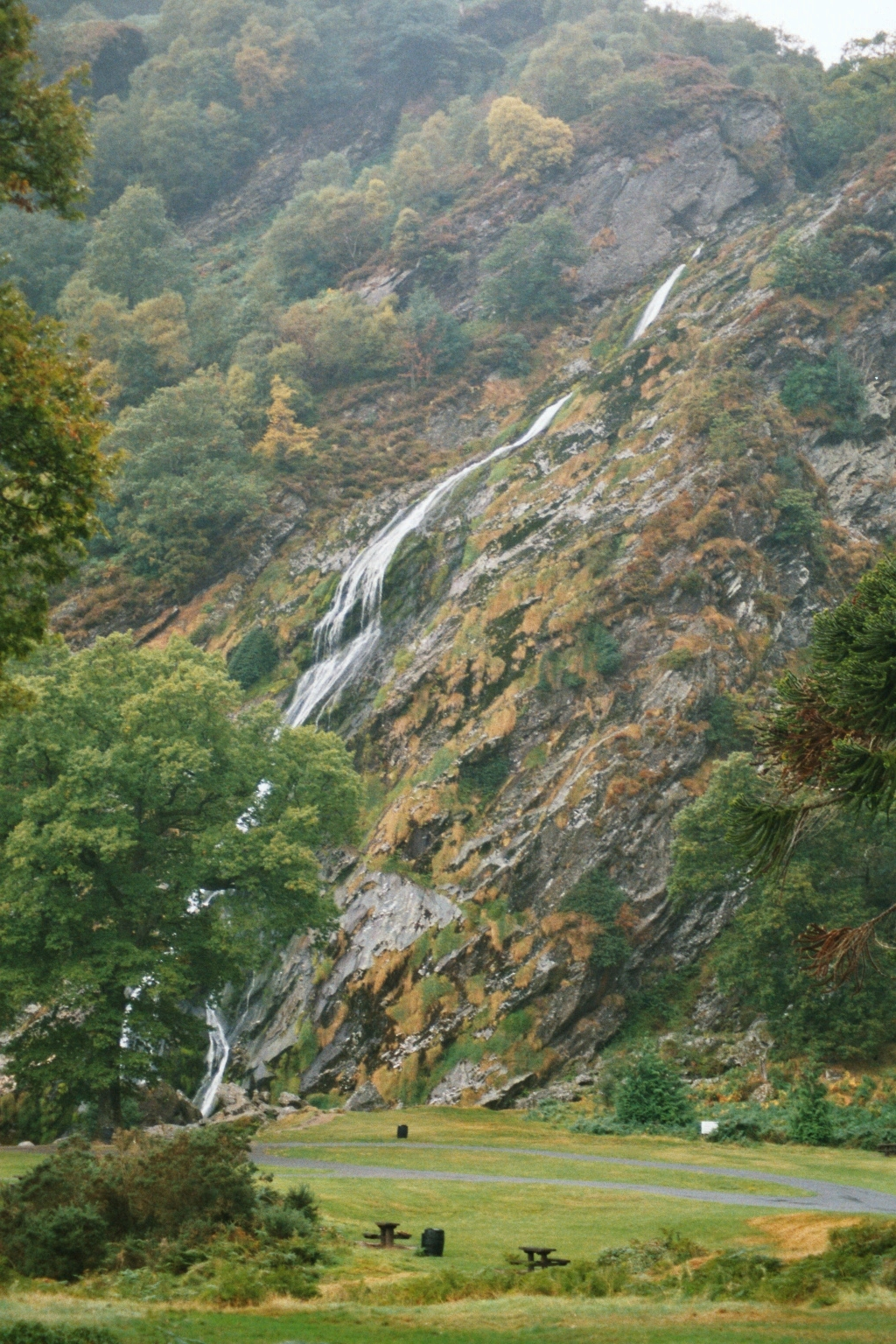
領地にある滝はアイルランド最大の落差

パワーズコートの滝は高さ121m、アイルランドで一番高い滝である。周辺の谷も旧子爵領で、屋敷地から離れた飛び地の私有地は1858年から鹿公園である。第7代子爵が取り寄せてここで飼ったニホンジカは、外来種としてアイルランドに定着している。
屋敷から滝まで通じる路線バスは2005年に廃止し、夏季のみ臨時バスを運行する。最寄りのエニスケリーとは距離こそ7kmだが、道幅は狭く急峻で健脚向きである。
入場料を申し受け、3€から5€である（2007年4月年現在）。

## ゴルフクラブ
パワーズコート・ゴルフクラブは当所内にあり、東コースと西コースそれぞれ18ホール、パー72である。東コースを先に設け、西コースともどもグリーンが速くてフェアウェイは起伏に富み、どちらも全長6,900ヤード (6,300 m)超。東コースは1998年のアイルランド・プロゴルフ協会チャンピオンシップ大会の会場に使われた。